# Le Grippon
Le Grippon – gmina we Francji, w regionie Normandia, w departamencie Manche. W 2013 roku liczba ludności wynosiła 352 mieszkańców.
Gmina została utworzona 1 stycznia 2016 roku z połączenia dwóch ówczesnych gmin: Les Chambres oraz Champcervon. Siedzibą gminy została miejscowość Champcervon.